# Patrick Dupriez
Pour les articles homonymes, voir Dupriez.
 (août 2020).
Si vous disposez d'ouvrages ou d'articles de référence ou si vous connaissez des sites web de qualité traitant du thème abordé ici, merci de compléter l'article en donnant les références utiles à sa vérifiabilité et en les liant à la section « Notes et références ».
Patrick Dupriez, né le 17 février 1968 à Yaoundé, au Cameroun, est un homme politique belge de langue française, membre d'Ecolo.

## Biographie
Après avoir passé une partie de son enfance en Afrique, Patrick Dupriez revient en Belgique, poursuit sa scolarité dans le Brabant wallon, avant d'accomplir des études d'ingénieur agronome des eaux et forêts complétées par une candidature en géographie et une formation en philosophie. C'est au Chili qu'il réalisera son travail de fin d'études, marqué par la volonté de mettre la trans-disciplinarité au service du développement soutenable des communautés indigènes du Sud de l'Amérique latine.
Engagé dans le mouvement étudiant, il sera amené à présider la commission internationale de l'Assemblée générale des étudiants de Louvain (AGL) et à participer à la création des cours « Méta » et « Métis » qui insuffleront à l'UCL, et dans d'autres universités, une dynamique de croisements entre disciplines et entre cultures différentes au sein des programmes académiques.
Immergé dans les réflexions écologistes dès son plus jeune âge et déjà marqué par plusieurs voyages dans les pays du Sud dont le Brésil et la rencontre du Mouvement des sans-terre,  il participe comme représentant des Verts belges au « Sommet de la Terre » de Rio en 1992 qui marquera sa véritable entrée au sein du parti Ecolo dont il a rejoint les rangs dès l'âge de 17 ans.
Après ses études, il entre dans la vie professionnelle en intégrant Diobass, une ONG qui a pour objectif de valoriser le savoir-faire des organisations paysannes africaines. Il dirige ensuite pendant sept ans le Service éducation à l'environnement de la Province de Namur (les Classes de Forêt de Chevetogne et les Classes de Patrimoine de Namur). Outre un important travail de mise en réseau d'expériences pédagogiques dans le domaine de l'Éducation à l'environnement, c'est dans ce cadre qu'il initie une réflexion en profondeur sur le thème de l'alimentation et met en œuvre le premier marché public en matière d'alimentation durable en Wallonie intégrant les dimensions saveur, santé, environnement et social.
En 2002, il devient responsable de la formation pour Etopia, le centre d'animation et de recherches en écologie politique du parti Ecolo. Il assure dans ce cadre la responsabilité de l'organisation annuelle des Rencontres Écologiques d'Eté et coordonne la création de l'Académie verte, programme de formation de cadre en écologie politique.
En 2002, il devient conseiller communal Ecolo de la ville de Ciney. En 2006, il décroche un poste d'échevin chargé de l'Aménagement du Territoire, de l'Urbanisme, du Logement, de l'Énergie, de la Mobilité, du Plan de cohésion sociale et de la Jeunesse.
En 2009, il est élu député régional de l'arrondissement de Dinant-Philippeville et fait son entrée au Parlement wallon où il se spécialise dans les matières relatives à l'agriculture, la biodiversité, les travaux publics, les pollutions électromagnétiques… ainsi qu'au parlement de la Fédération Wallonie-Bruxelles (Communauté Française), où il se consacre plus particulièrement à des dossiers liés à la petite enfance, à la promotion de la santé et aux relations internationales.
Le 4 mars 2012, il est désigné par son parti pour accéder à la présidence du Parlement Wallon laissée vacante par le départ à la coprésidence d'Ecolo d'Emily Hoyos. Il est nommé par ses pairs lors de la séance plénière du 14 mars.
Le 25 mai 2014, la débâcle électorale de son parti l'empêche de voir son mandat renouvelé. Il n'est pas réélu et sa carrière de député wallon pour l'arrondissement de Dinant Philippeville prend fin.
Le 22 mars 2015, il est élu co-président du parti avec Zakia Khattabi. Il met un terme à son mandat le 19 octobre 2018 pour raisons personnelles.

## Carrière politique
- Conseiller communal de Ciney (2002-2009)
  - Échevin (2006-2009)
- Député wallon (2009-2014)
  - Président du Parlement wallon (2012-2014)